# Heatstroke – Ein höllischer Trip
Heatstroke ist ein US-amerikanischer Actionfilm von Evelyn Purcell aus dem Jahr 2013 nach dem zweiten Roman von Hannah Nyala West, Leave No Trace.

## Handlung
Nachdem Teenager Josie mit Drogen erwischt wurde, soll sie einige Zeit bei ihrem Vater verbringen, der in der afrikanischen Wildnis Hyänen erforscht. Als die beiden auf dem Rückweg zur Mutter sind, wird er von Wilderern umgebracht. Gemeinsam mit Tally, der Freundin ihres Vaters, muss sie den Wilderern entkommen und sich durch die Wüste in Sicherheit bringen. Tally gelingt es, die Wilderer zu besiegen und die durch den Stich eines Skorpions geschwächte Josie in ein Krankenhaus zu bringen, wo sie von ihrer Mutter abgeholt wird.

## Hintergrund
Der Film wurde mit Unterstützung des südafrikanischen Industrie- und Handelsministeriums in Südafrika gedreht.

## Rezeption
Der Film erhielt durchschnittliche Kritiken.
TV Spielfilm befand „statt echter Spannung gibt es nur einen Schuss Naturmystik“.